# Saropogon pittoproctus
Saropogon pittoproctus là một loài ruồi trong họ Asilidae. Saropogon pittoproctus được Loew miêu tả năm 1873. Loài này phân bố ở vùng Cổ Bắc giới.